# Luffa (хеш-функция)
Lúffa (хеш-функция, произносится как «люффа») — криптографический алгоритм (семейство алгоритмов) хеширования переменной разрядности, разработанный Даи Ватанабэ (англ. Dai Watanabe), Хисайоши Сато (англ. Hisayoshi Sato) из Hitachi Yokohama Research Laboratory и Кристофом Де Канньере (нидерл. Christophe De Cannière) из исследовательской группы COSIC (en:COSIC) Лёвенского католического университета для участия в конкурсе, Национального института стандартов и технологий США (NIST). Lúffa является вариантом функции губки, предложенной Гвидо Бертони (англ. Guido Bertoni) и соавторами, криптостойкость которой основана только на случайности основной перестановки. В отличие от оригинальной функции губки, Lúffa использует множественное число параллельных перестановок и функции инжекции сообщений.

## История участия в конкурсеNIST SHA-3[2]
- 9 декабря 2008 года Luffa в числе 51 кандидата прошла в первый раунд конкурса SHA-3.
- 25-28 февраля 2009 года хеш-функция была представлена на конференция NIST.
- 24 июля 2009 года был опубликован список[3] из 14 кандидатов прошедших во второй раунд, в который вошла Luffa.
- 23-24 августа 2010 года состоялась конференция[4], на которой были рассмотрены кандидаты[3], прошедшие во второй раунд.
- 10 декабря 2010 года произошло объявление 5 кандидатов последнего тура конкурса SHA-3, Luffa выбыла из соревнования из-за низкой криптостойкости функции сжатия[5].

## Алгоритм Lúffa[6]

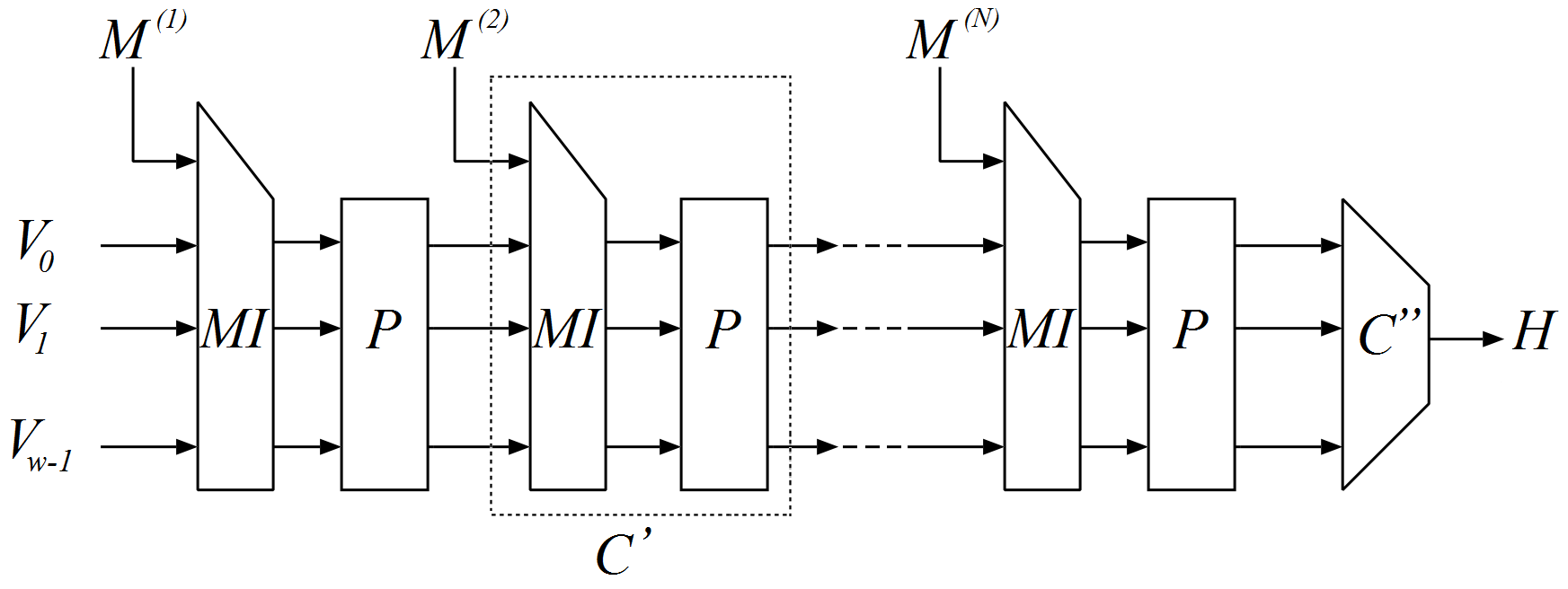
Структура хеш-функции Lúffa

Обработка сообщения производится цепочкой раундовых функций смешивания с фиксированной входной и выходной длиной, которая представляет собой функцию губку. Цепочка состоит из блоков промежуточного смешивания C’ (раундовых функций) и блока завершения C’’. Раундовые функции образованы семейством нелинейных перестановок, так называемых шаговых функций. На вход функции первого раунда {\displaystyle (i=1)} подается {\displaystyle (M^{(1)},V_{0},\ V_{1},\cdots ,\ V_{w-1})}: первый блок сообщения {\displaystyle M^{(1)}} и инициализирующие значения {\displaystyle V_{0},\ V_{1},\cdots ,\ V_{w-1}}, где {\displaystyle w} — количество перестановок. Входными параметрами {\displaystyle i}-го раунда является {\displaystyle (M^{(i)},H_{0}^{(i-1)},\ H_{1}^{(i-1)},\cdots ,\ H_{w-1}^{(i-1)})}: выход предыдущего {\displaystyle (i-1)} раунда и {\displaystyle i}-й блок сообщения {\displaystyle M^{(i)}}.

### Дополнение сообщения
Дополнение сообщения {\displaystyle M} длины {\displaystyle l} до кратности 256 битам производится строкой {\displaystyle 1000\cdots 0}, где число нулей {\displaystyle k} определяется из сравнения {\displaystyle l+1+k\equiv 0\mod 256}

### Инициализация
Кроме первого блока сообщения {\displaystyle M^{(1)}} на вход функции первого раунда в качестве инициализурующих значений подаются векторы {\displaystyle V_{i}}.
| {\displaystyle V_{i,j}} | {\displaystyle V_{i,j}} | {\displaystyle V_{i,j}} | {\displaystyle V_{i,j}} | {\displaystyle V_{i,j}} | {\displaystyle V_{i,j}} | {\displaystyle V_{i,j}} | {\displaystyle V_{i,j}} | {\displaystyle V_{i,j}} |
| i                       | j                       | j                       | j                       | j                       | j                       | j                       | j                       | j                       |
| i                       | 0                       | 1                       | 2                       | 3                       | 4                       | 5                       | 6                       | 7                       |
| ----------------------- | ----------------------- | ----------------------- | ----------------------- | ----------------------- | ----------------------- | ----------------------- | ----------------------- | ----------------------- |
| 0                       | 0x6d251e69              | 0x44b051e0              | 0x4eaa6fb4              | 0xdbf78465              | 0x6e292011              | 0x90152df4              | 0xee058139              | 0xdef610bb              |
| 1                       | 0xc3b44b95              | 0xd9d2f256              | 0x70eee9a0              | 0xde099fa3              | 0x5d9b0557              | 0x8fc944b3              | 0xcf1ccf0e              | 0x746cd581              |
| 2                       | 0xf7efc89d              | 0x5dba5781              | 0x04016ce5              | 0xad659c05              | 0x0306194f              | 0x666d1836              | 0x24aa230a              | 0x8b264ae7              |
| 3                       | 0x858075d5              | 0x36d79cce              | 0xe571f7d7              | 0x204b1f67              | 0x35870c6a              | 0x57e9e923              | 0x14bcb808              | 0x7cde72ce              |
| 4                       | 0x6c68e9be              | 0x5ec41e22              | 0xc825b7c7              | 0xaffb4363              | 0xf5df3999              | 0x0fc688f1              | 0xb07224cc              | 0x03e86cea              |

### Раундовая функция

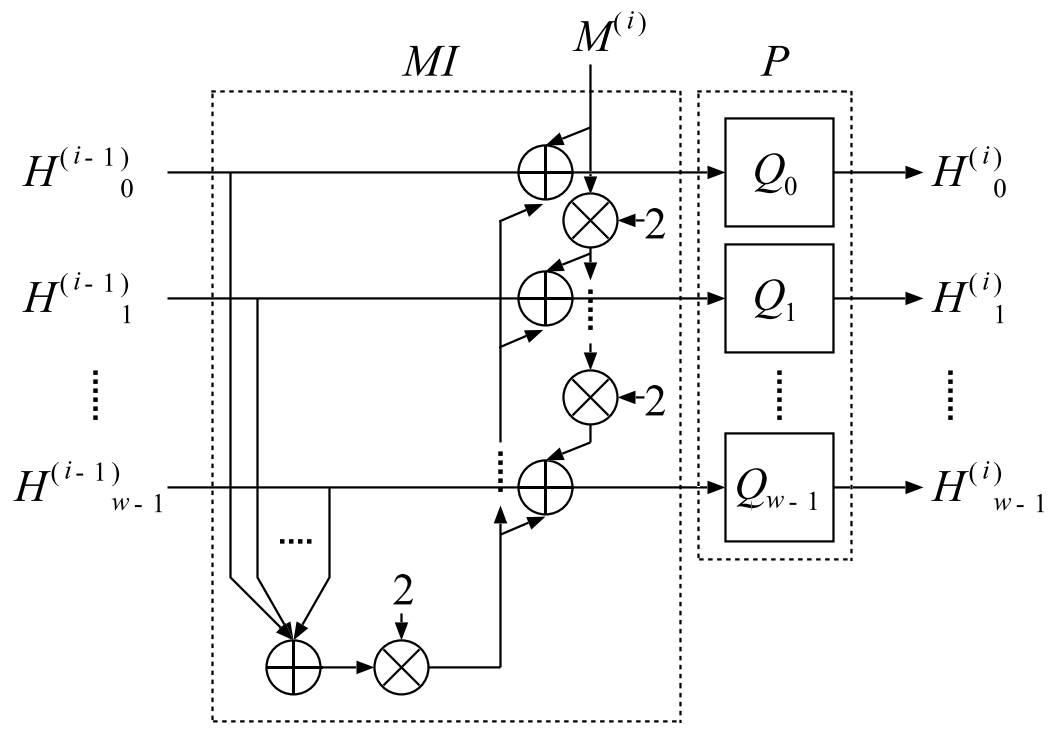
Схема раундовой функции Luffa

Раундовая функция является последовательным применением функции инжекции сообщения MI и перестановочной функции P.

#### Функции инжекции сообщения
Функция инжекции сообщения может быть представлена в виде матрицы преобразования над кольцом {\displaystyle GF(2^{8})^{32}}. Порождающий полином поля {\displaystyle f(x)=x^{8}+x^{4}+x^{3}+x+1}.
Функции инжекции сообщения {\displaystyle w=3}
{\displaystyle {\begin{pmatrix}X_{0}\\X_{1}\\X_{2}\end{pmatrix}}={\begin{pmatrix}3&2&2&1\\2&3&2&2\\2&2&3&4\end{pmatrix}}{\begin{pmatrix}H_{0}^{(i-1)}\\H_{1}^{(i-1)}\\H_{2}^{(i-1)}\\M_{i}\end{pmatrix}}}
где числа {\displaystyle {1,2,3,4}} соответственно обозначают полиномы {\displaystyle {1,x,x+1,x^{2}}}
Функции инжекции сообщения {\displaystyle w=4}
{\displaystyle {\begin{pmatrix}X_{0}\\X_{1}\\X_{2}\\X_{3}\end{pmatrix}}={\begin{pmatrix}4&6&6&7&1\\7&4&6&6&2\\6&7&4&6&4\\6&6&7&4&8\end{pmatrix}}{\begin{pmatrix}H_{0}^{(i-1)}\\H_{1}^{(i-1)}\\H_{2}^{(i-1)}\\H_{3}^{(i-1)}\\M_{i}\end{pmatrix}}}
Функции инжекции сообщения {\displaystyle w=5}
{\displaystyle {\begin{pmatrix}X_{0}\\X_{1}\\X_{2}\\X_{3}\\X_{4}\end{pmatrix}}={\begin{pmatrix}0F&08&0A&0A&08&01\\08&0F&08&0A&0A&02\\0A&08&0F&08&0A&04\\0A&0A&08&0F&08&08\\08&0A&0A&08&0F&10\end{pmatrix}}{\begin{pmatrix}H_{0}^{(i-1)}\\H_{1}^{(i-1)}\\H_{2}^{(i-1)}\\H_{3}^{(i-1)}\\H_{4}^{(i-1)}\\M_{i}\end{pmatrix}}}

#### Функция перестановки
Нелинейная функция перестановки имеет {\displaystyle w\cdot n_{b}} битовый вход, длина суб-перестановки — {\displaystyle n_{b}} фиксирована в спецификации Lúffa, {\displaystyle n_{b}=256}; количество — {\displaystyle w} перестановок зависит от размера хеша и приведено в таблице.
| Длина хеша {\displaystyle n_{h}} | Количество перестановок {\displaystyle w} |
| -------------------------------- | ----------------------------------------- |
| 224                              | 3                                         |
| 256                              | 3                                         |
| 384                              | 4                                         |
| 512                              | 5                                         |

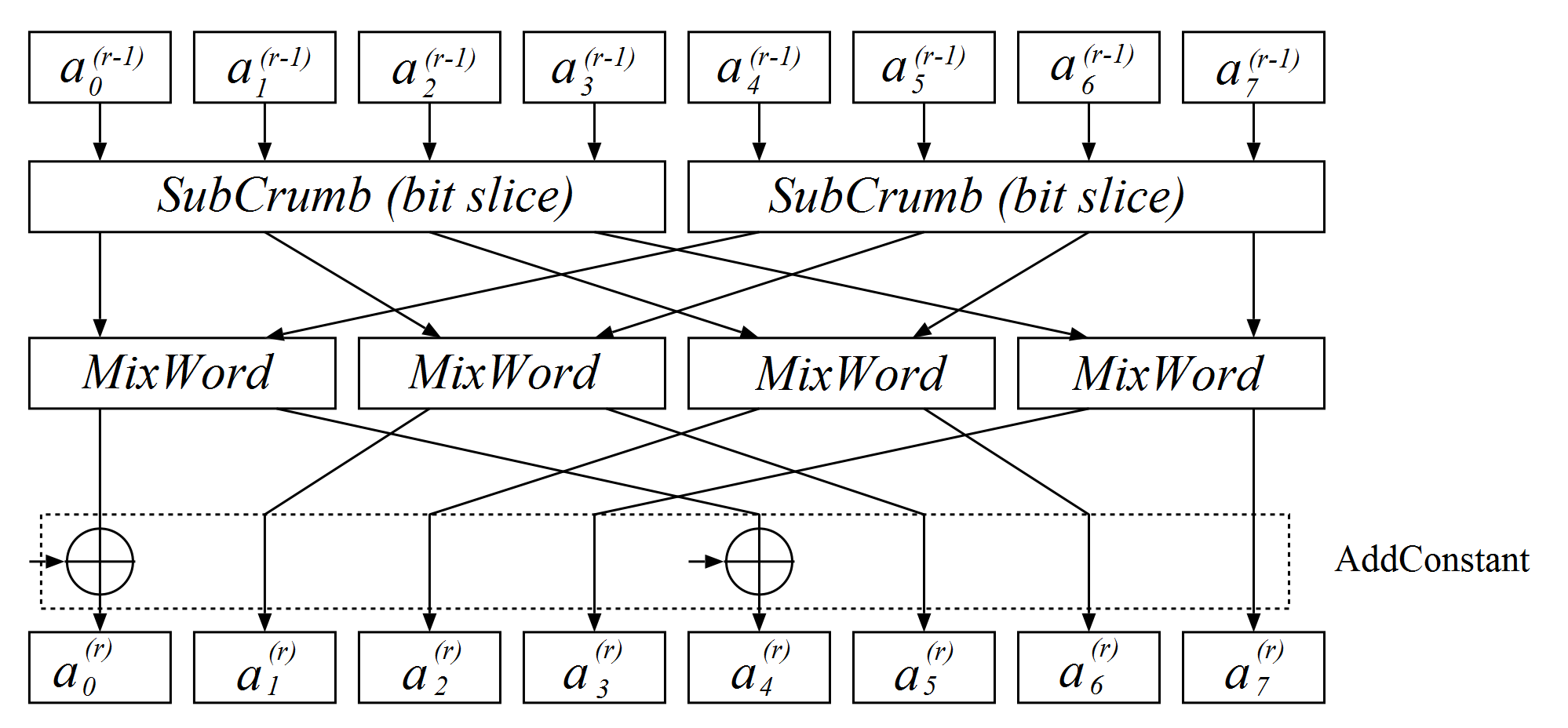
Шаговая функция Luffa

Функция перестановки является восьмикратным повторением шаговой функции над блоком {\displaystyle Q_{i}}, полученным из функции инжекции сообщения {\displaystyle MI}. Блок {\displaystyle Q_{i}} представляется в виде 8 32-битных слов: {\displaystyle a_{0},a_{1},a_{2},a_{3},a_{4},a_{5},a_{6},a_{7}}. Шаговая функция состоит из 3 функций: SubCrumb, MixWord, AddConstant.
```
Permute(a[8], j){ //Permutation Q_j
  for (r = 0; r < 8; r++){
    SubCrumb(a[0],a[1],a[2],a[3]);
    SubCrumb(a[5],a[6],a[7],a[4]);
    for (k = 0; k < 4; k++)
      MixWord(a[k],a[k+4]);
    AddConstant(a, j, r);
  }
}

```

##### SubCrumb
SubCrumb — функция замены l-х битов в {\displaystyle a_{0},a_{1},a_{2},a_{3}} или {\displaystyle a_{4},a_{5},a_{6},a_{7}} по S-блоку {\displaystyle S[16]={13,14,0,1,5,10,7,6,11,3,9,12,15,8,2,4}}, результатом выполнения является замена {\displaystyle a_{i}\rightarrow x_{i}}, индекс {\displaystyle i} S-блока получается в результате конкатенации соответствующих битов {\displaystyle a_{j,l}}: {\displaystyle i=a_{3,l}||a_{2,l}||a_{1,l}||a_{0,l}}, биты {\displaystyle x_{j,l}} заменяются на соответствующие биты из {\displaystyle S[i]} по следующей схеме:
1. {\displaystyle x_{3,l}||x_{2,l}||x_{1,l}||x_{0,l}=S[i]=S[a_{3,l}||a_{2,l}||a_{1,l}||a_{0,l}],0\leq l<32}
2. {\displaystyle x_{4,l}||x_{7,l}||x_{6,l}||x_{5,l}=S[i]=S[a_{4,l}||a_{7,l}||a_{6,l}||a_{5,l}],0\leq l<32,}

##### MixWord
MixWord — линейная функция перестановки, на вход принимает {\displaystyle x_{k}} и {\displaystyle x_{k+4}}, {\displaystyle 0\leq k<4}; выходом являются {\displaystyle y_{k}} и {\displaystyle y_{k+4}}, полученные по алгоритму:
1. {\displaystyle y_{k+4}=x_{k+4}\oplus x_{k}}
2. {\displaystyle y_{k}=x_{k}<<<2}, (<<< 2 — циклический сдвиг влево на 2 бита)
3. {\displaystyle y_{k}=y_{k}\oplus y_{k+4}}
4. {\displaystyle y_{k+4}=y_{k+4}<<<14}
5. {\displaystyle y_{k+4}=y_{k+4}\oplus y_{k}}
6. {\displaystyle y_{k}=y_{k}<<<10}
7. {\displaystyle y_{k}=y_{k}\oplus y_{k+4}}
8. {\displaystyle y_{k+4}=y_{k+4}<<<1}

##### AddConstant
AddConstant — функция добавления константы {\displaystyle c_{j,k}^{(r-1)}} к {\displaystyle a_{j,k}^{(r-1)}}
{\displaystyle a_{j,k}^{(r)}=a_{j,k}^{(r-1)}\oplus c_{j,k}^{(r-1)},k=0,4}
Таблица констант приведена в дополнении B к спецификации Lúffa.

### Блок завершения

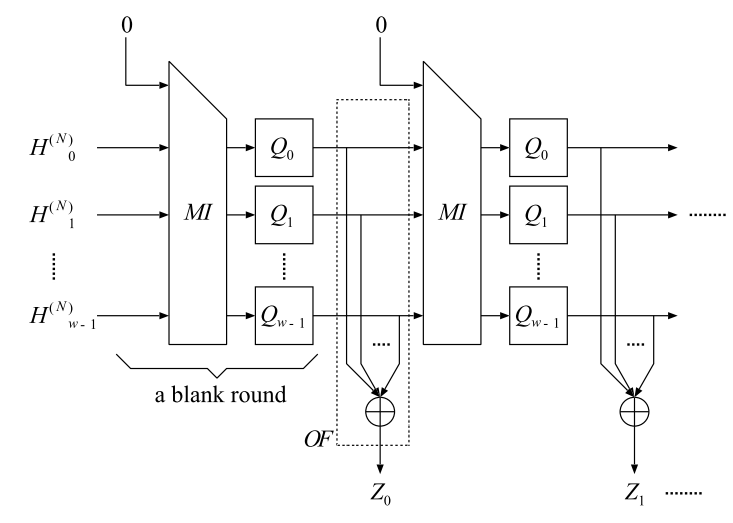
Блок завершения Luffa

Завершающий этап формирования дайджеста сообщения состоит из последовательных итераций функции выхода и раундовой функции с нулевым блоком сообщения 0x00{\displaystyle \cdots }0 на входе.
Функция выхода представляет собой XOR всех промежуточных значений, а в качестве результата представляет 256-битное слово {\displaystyle Z_{i}}. На i-й итерации значение выходной функции определяется как
{\displaystyle Z_{i}=\bigoplus _{k=0}^{w-1}H_{k}^{(N+j)}},
где {\displaystyle j=i}, если {\displaystyle N=1}, иначе {\displaystyle j=i+1}
Через {\displaystyle Z_{i,j}} обозначим 32-битные слова в {\displaystyle Z_{i}}, тогда
выходом Lúffa являются составленные последовательно {\displaystyle Z_{i,j}}.
Символ "||" обозначает конкатенацию.
| Длина хеша {\displaystyle n_{h}} | Значение хеша {\displaystyle H}                                                |
| -------------------------------- | ------------------------------------------------------------------------------ |
| 224                              | {\displaystyle Z_{0,0}\|\|\cdots \|\|Z_{0,6}}                                  |
| 256                              | {\displaystyle Z_{0,0}\|\|\cdots \|\|Z_{0,7}}                                  |
| 384                              | {\displaystyle Z_{0,0}\|\|\cdots \|\|Z_{0,6}\|\|Z_{1,0}\|\|\cdots \|\|Z_{1,3}} |
| 512                              | {\displaystyle Z_{0,0}\|\|\cdots \|\|Z_{0,6}\|\|Z_{1,0}\|\|\cdots \|\|Z_{1,7}} |

Хеш Lúffa-224 фактически представляет собой хеш Lúffa-256 без последнего 32-битного слова.

## Тестовые векторы[6]
Дайджесты сообщения «abc» при различном размере хеша.
|      | 224        | 256        | 384        | 512        |
| ---- | ---------- | ---------- | ---------- | ---------- |
| Z0,0 | 0xf29311b8 | 0xf29311b8 | 0x9a7abb79 | 0xf4024597 |
| Z0,1 | 0x7e9e40de | 0x7e9e40de | 0x7a840e2d | 0x3e80d79d |
| Z0,2 | 0x7699be23 | 0x7699be23 | 0x423c34c9 | 0x0f4b9b20 |
| Z0,3 | 0xfbeb5a47 | 0xfbeb5a47 | 0x1f559f68 | 0x2ddd4505 |
| Z0,4 | 0xcb16ea4f | 0xcb16ea4f | 0x09bdb291 | 0xb81b8830 |
| Z0,5 | 0x5556d47c | 0x5556d47c | 0x6fb2e9ef | 0x501bea31 |
| Z0,6 | 0xa40c12ad | 0xa40c12ad | 0xfec2fa0a | 0x612b5817 |
| Z0,7 |            | 0x764a73bd | 0x7a69881b | 0xaae38792 |
| Z1,0 |            |            | 0xe9872480 | 0x1dcefd80 |
| Z1,1 |            |            | 0xc635d20d | 0x8ca2c780 |
| Z1,2 |            |            | 0x2fd6e95d | 0x20aff593 |
| Z1,3 |            |            | 0x046601a7 | 0x45d6f91f |
| Z1,4 |            |            |            | 0x0ee6b2ee |
| Z1,5 |            |            |            | 0xe113f0cb |
| Z1,6 |            |            |            | 0xcf22b643 |
| Z1,7 |            |            |            | 0x81387e8a |

## Криптоанализ
В ходе второго тура конкурса SHA-3 Luffa-224 и Luffa-256 в первоначальном варианте показали низкую криптостойкость, для успешной атаки потребовалось {\displaystyle 2^{216}} сообщений. После чего, алгоритм был модифицирован Даи Ватанабэ и получил название Luffa v.2. Изменения Luffa v.2:
- добавлен пустой раунд функции завершения для всех размеров хеша
- изменен S-блок
- увеличено количество повторений шаговой функции с 7 до 8

Барт Пренель (Bart Preneel) представил успешную атаку по поиску коллизий для 4 раундов шаговой функции Luffa за {\displaystyle 2^{90}} операций хеширования и {\displaystyle 2^{224}} для 5-раундовой, показав тем самым границу стойкости дизайна к дифференциальному поиску коллизий.

## Производительность
В 2010 году Томас Оливиера и Джулио Лопез провели успешные исследования возможности увеличения производительности оригинальной реализации Luffa. Оптимизированная реализация алгоритма имеет 20 % увеличение производительности вычисления хеша Luffa-512 при исполнении в 1 потоке, для Luffa-256/384 прирост производительности однопоточной реализации в различных тестах составляет не более 5 %. Результаты тестов приведены в таблице в циклах на байт:
- На 64-битных платформах без SSE:

| Реализация алгоритма             | Luffa-256                        | Luffa-384                        | Luffa-512                        |
| Оригинальная реализация 2009 год | Оригинальная реализация 2009 год | Оригинальная реализация 2009 год | Оригинальная реализация 2009 год |
| -------------------------------- | -------------------------------- | -------------------------------- | -------------------------------- |
| Однопоточная реализация          | 27                               | 42                               | 58                               |
| Томас Оливиера 2010 год          |                                  |                                  |                                  |
| Однопоточная реализация          | 24                               | 42                               | 46                               |
| Многопоточная реализация         | 20                               | 24                               | 36                               |

- С использованием SSE:

| Реализация алгоритма             | Luffa-256                        | Luffa-384                        | Luffa-512                        |
| Оригинальная реализация 2009 год | Оригинальная реализация 2009 год | Оригинальная реализация 2009 год | Оригинальная реализация 2009 год |
| -------------------------------- | -------------------------------- | -------------------------------- | -------------------------------- |
| Однопоточная реализация          | 17                               | 19                               | 30                               |
| Томас Оливиера 2010 год          |                                  |                                  |                                  |
| Однопоточная реализация          | 15                               | 16                               | 24                               |
| Многопоточная реализация         | 15                               | 18                               | 25                               |

Для сравнения, реализация Keccak (победитель конкурса SHA-3) в тестах на аналогичном процессоре c использованием SSE показала следующие результаты: Keccak-256 — 15 c/b, Keccak-512 — 12 c/b.